# Jack Johnson (boxeador)
Arthur John Johnson, más conocido como Jack Johnson y apodado “El Gigante de Galveston” (Galveston (Texas), Estados Unidos, 31 de marzo de 1878-Raleigh (Carolina del Norte), 10 de junio de 1946), fue un boxeador estadounidense y probablemente el mejor peso pesado de su generación. Tiene el honor de haber sido el primer hombre negro en ser Campeón Mundial de los pesos pesados (1908-1915), y según la International Boxing Research Organization (IBRO) uno de los diez mejores pesos pesados de la historia. En un documental sobre su vida, Ken Burns dijo: "Durante más de trece años, Jack Johnson fue el afroamericano más famoso y notorio de La Tierra."

## Biografía
Jack Johnson nació en Galveston, Texas, siendo el tercer hijo de Henry y Tina Johnson, procediendo de una familia de esclavos. Jack Johnson tan solo recibió una educación reglada durante cinco años.

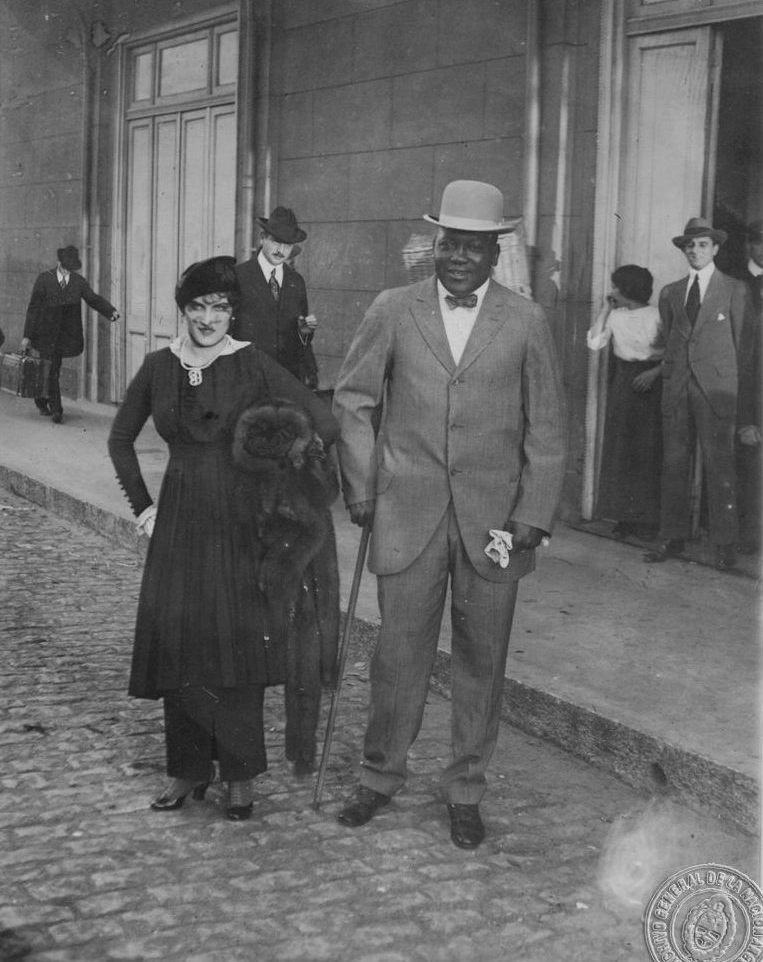
El boxeador norteamericano Jack Johnson en el desembarcadero de Buenos Aires, Argentina 1914. para su pelea con el también boxeador norteamericano Jack Murray: resultado Victoria (KO) el 15 de diciembre de 1914 (Archivo General de la Nación Argentina 1914 Inventario 356459).

## Carrera profesional como boxeador
El estilo de Johnson al boxear era muy característico. Mantenía la distancia con sus rivales en vez de realizar una aproximación constante. Peleaba defensivamente a la espera de cualquier error. Y cuando ese error se producía, él lo aprovechaba.
Ese estilo tan particular de Johnson fue tremendamente efectivo, pero también muy criticado por la prensa, que lo consideraba cobarde. En contraposición, el campeón Mundial del Pesado Jim Corbett, siempre solía usar la misma técnica en sus combates una década antes y fue nombrado por la prensa especializada como "el hombre más inteligente en el boxeo".
En 1895, tras su primera pelea como profesional, el propietario del The Sun Charles Anderson Dana vaticinaba: <<El hombre negro está avanzando rápidamente hacia las primeras filas en el atletismo, especialmente en el campo de los puñetazos. Estamos en medio de un levantamiento negro contra la supremacía blanca>>
En 1902, Johnson había ganado al menos 50 peleas contra rivales tanto blancos como negros. Johnson ganó su primer título el 3 de febrero de 1903 derrotando a "Denver" Ed Martin en un combate a 20 asaltos por el Título Mundial del Pesos pesado para boxeadores de Color. Sus esfuerzos por hacerse con el título absoluto fueron en vano, ya que el campeón James J. Jeffries rechazaba luchar contra él. Blancos y negros podían pelear juntos en otras competiciones, pero no por el título mundial. No obstante Johnson consiguió pelear contra el antiguo campeón Bob Fitzsimmons en julio de 1907, y lo noqueó en tan solo dos asaltos.
Finalmente conquistó el título mundial el 26 de diciembre de 1908, cuando peleó contra el campeón mundial Tommy Burns en Sídney, Australia, tras haberlo seguido alrededor del mundo, sin cesar de solicitarle un combate por el título. La pelea fue detenida por la policía en un recinto que presentaba un lleno absoluto (20.000 personas). El título fue a parar a manos de Jack Johnson después de que los jueces le dieran la victoria por K.O. técnico (T.K.O.). Durante la pelea Johnson se mofó de Burns y la gente que le acompañaba en la esquina del ring. Cada vez que Tommy Burns iba a caer a la lona Jack Johnson le sujetaba impidiéndolo, para acto seguido continuar golpeándolo.
Tras la victoria de Johnson sobre Burns, las muestras de racismo contra Johnson se acrecentaron tanto que incluso el escritor Jack London solicitó la llegada de "La Gran Esperanza Blanca" que rescatara el título de manos de un negro como Johnson — que a menudo era caricaturizado como un simio — y lo devolviera al lugar al que supuestamente pertenecía, a manos de un blanco. Muchos fueron los boxeadores blancos que intentaron llegar a ser esa Gran Esperanza Blanca, pero todos fracasaron, incluso el excampeón mundial James J. Jeffries, que volvió del retiro con esta única misión.
Lo que no se pudo conseguir en el ring, se intentó conseguir fuera. Tras la victoria ante Jeffries y los provocadores comentarios de Johnson, el campeón se situó en el punto de mira de las autoridades. Y así, en 1913, fue detenido, acusado de atravesar con una mujer por la frontera del estado "con propósitos inmorales". Johnson fue sentenciado a la máxima pena, un año de cárcel. Huyó del país antes de entrar en la cárcel y siguió boxeando en el extranjero durante 5 años.
En 1915, el gigante de Pottawatomie, Jess Willard, noqueó a Johnson en el 26.º asalto de su combate en La Habana. Johnson afirmaría después que había pactado su derrota con el departamento de estado norteamericano para que le dejasen visitar a su padre antes de ingresar en prisión. En 1920 Johnson regresó a Estados Unidos e ingresó en la penitenciaria de Leavenworth, donde disputó cinco combates. Se retiró definitivamente en 1938, con 60 años. Murió en un accidente de tráfico en 1946, tras salir de una cafetería en la que se habían negado a servirle.
Casi un siglo después de su condena, la iniciativa de John McCain, que presentó la propuesta en compañía de una sobrina nieta de Johnson, espera restaurar la reputación de un deportista adelantado a su tiempo. Un hombre que renunció a conformarse con el papel que la sociedad había concedido a los de su raza. El camino hacia la integración aún quedaba lejos, pero sin hombres como Johnson, Joe Louis o Muhammad Ali, no hubiese sido posible.